# نبرد ایوشام
نبرد ایوشام (انگلیسی: Battle of Evesham) نبردی است که در چهارم اوت ۱۲۶۵ و در جریان دومین نبرد بارون‌ها درگرفت. جنگ بارون‌ها بخشی از تاریخ قرن سیزدهم انگلستان است که از دو بخش عمده تشکیل گردیده. در این نبرد سیمون دو مونتفورد، به همراه بارون‌های شورشی، توسط پرنس ادوارد که بعدها ملقب به ادوارد یکم گردید شکست سختی خوردند. پرنس ادوارد که نیروهای نظامی پدرش هنری سوم را رهبری می‌کرد در چهارم اوت ۱۲۶۵ توانست این منطقه را که در نزدیکی شهر ایوشام ووسترشایر قرار داشت را تصرف نماید.
پس از نبرد لوئس، مونتفورد توانسته بود که کنترل دولت سلطنتی را در دست بگیرد اما پس از فرار برخی از متحدین نزدیکش و همین‌طور فرار پرنس ادوارد از اسارت، ناخواسته در موضع دفاعی قرار گرفت و به ناچار پایش به جنگ ایوشام کشیده شد که فرجام کارش کشته شدن و قطع اعضایش بود. در این نبرد مونتفورد به تقریب با نیرویی کاملاً آزموده و به میزانِ دو برابر نیروی خودش مواجه گردید. نبردی که به زودی و پس از آغاز تبدیل به یک قتل‌عام گردید. هر چند نتیجهٔ این نبرد به طور موقت باعث ترمیم اقتدار سلطنتی گردید اما سایر بازماندگان بارون‌ها و شورشی‌ها باقی ماندند تا زمانی که در تاریخ ۱۲۶۷ حکم کنیل‌وورث امضا گردید.

## پیش‌زمینه

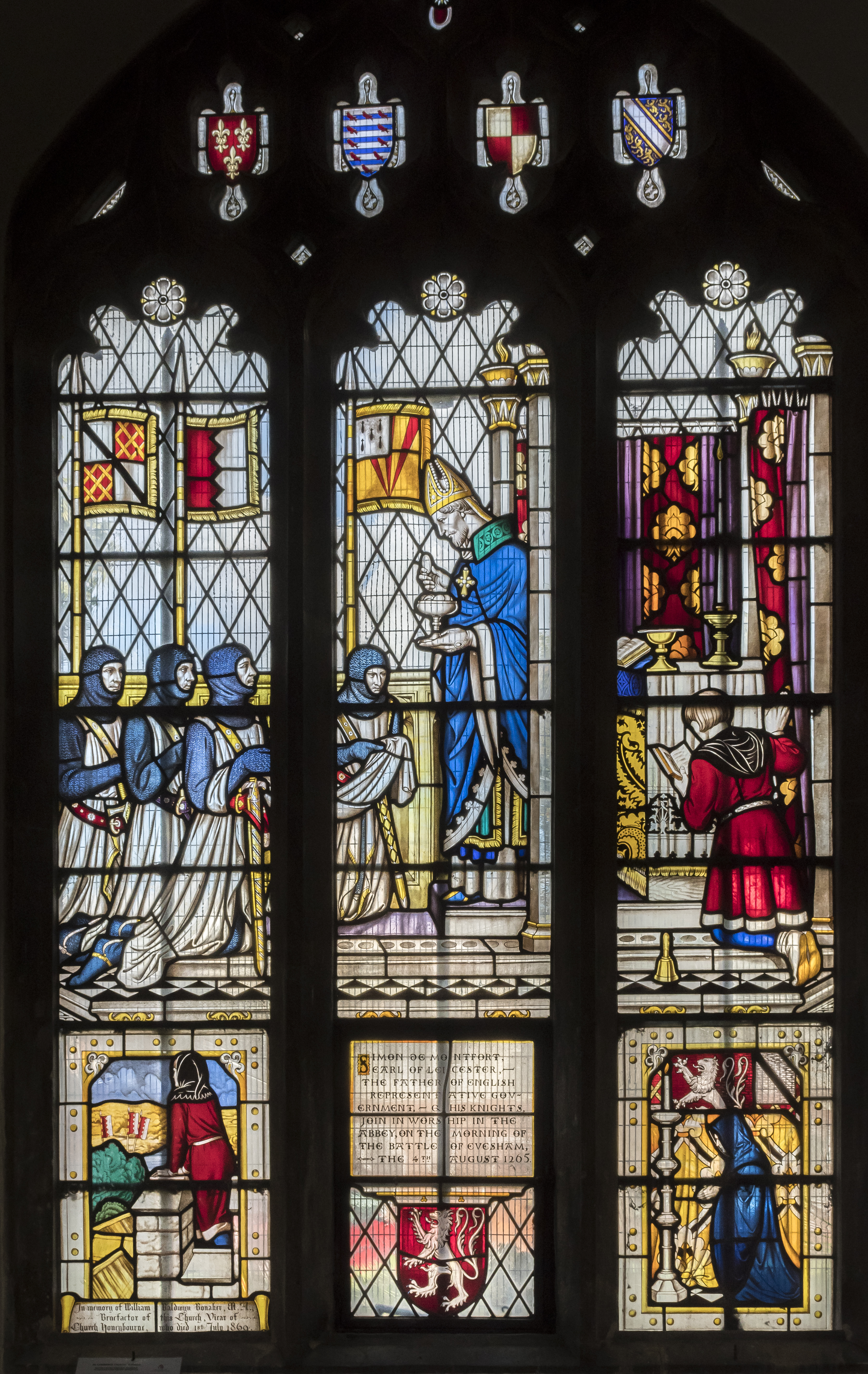
اوشام، پنجره کلیسای سنت لارنس

سیمون دو مونتفورد، ششمین ارل لستر، پس از پیروزی در نبرد لوئس که در حدود یک سال قبل رخ داده بود موضعی غالب در پادشاهی انگلستان به دست آورده بود، او همچنین پادشاه، شاهزاده ادوارد، و برادر پادشاه ریچارد، ارل کورن‌وال را در اسارت نگه داشته بودبا همه این احوال، مونتفورد حوزهٔ نفوذش را به سرعت و به دلیل فاسد شدن متحدان کلیدی‌اش از دست می‌داد، در ماه فوریه، رابرت دی فریس ششمین ارل دربی، دستگیر و در برج لندن زندانی شد مهم‌تر اینکه در همان زمان متحد اثرگذار مونتفورد، گیلبرت دو کلر، هفتمین ارل گلاستر در ماه مه همان سال، اردو را ترک کرد و به سمت پادشاه رفت. با کمک گیلبرت که هفتمین ارل گلاستر بود پرنس ادوارد توانست از اسارت مونتفورد بگریزد.
با همراهی لردهای ولش مارچز که در شورش حضور داشتند، مونتفورد خواستار کمک و حمایت لیولن آپ‌گروفد شاهزادهٔ ولز بود، لیولن پذیرفت و در ازای اجابت درخواست مونتفورد خواهان به رسمیت شناختن کامل عنوان خود و همچنین حفظ تمامی دستاوردهای نظامی و غنایم شد، آنچه که مصالح این پیمان برای مونتفورد به ارمغان می‌آورد چیزی نبود به جز رساندن او به خانه و سرزمینش، در همین حال ادوارد دست به محاصرهٔ شهر گلاستر زد که در تاریخ ۲۹ ماه ژوئن عَلَم شورش و طغیان برافراشته بود. هدف او در حال حاضر اتحاد با نیروهای فرزندش سیمون و تعامل با ارتش سلطنتی بود اما سیمون جوان از لندن نقل مکان کرد و به آرامی و بدون دغدغه به سمت غرب رفت، سرانجام، سیمون قلعهٔ کنیلورث را در منطقهٔ کنیل‌وورث احداث نمود. اما ادوارد توانست ضربات بسیاری را بر پیکره دشمنش وارد سازد که بسیاری از آنها خارج از دیوارهای قلعه پناه گرفته بودند. پرنس ادوارد از آنجا به سمت جنوب نقل مکان کرد که در آن تاریخ یعنی چهارم اوت، با استفاده از آگهی‌های بسیار به دروغ اعلام نمود که در کنیل‌وورث اسیر گشته تا مونتفورد را فریب دهد و به این تفکر بیندازد که نیروهایش را در هنگام رسیدن تقویت نکند، پرنس در حال مدیریت نقشه و تله‌ای بود در جهت کشاندن مونتفورد به سمت رودخانهٔ آون تا به وسیلهٔ مسدود کردن تنها پل رودخانه، مونتفورد را وادار کند که بدون کمک گرفتن از نیروهای فرزندش سیمون، تن به نبرد دهد.

## نبرد

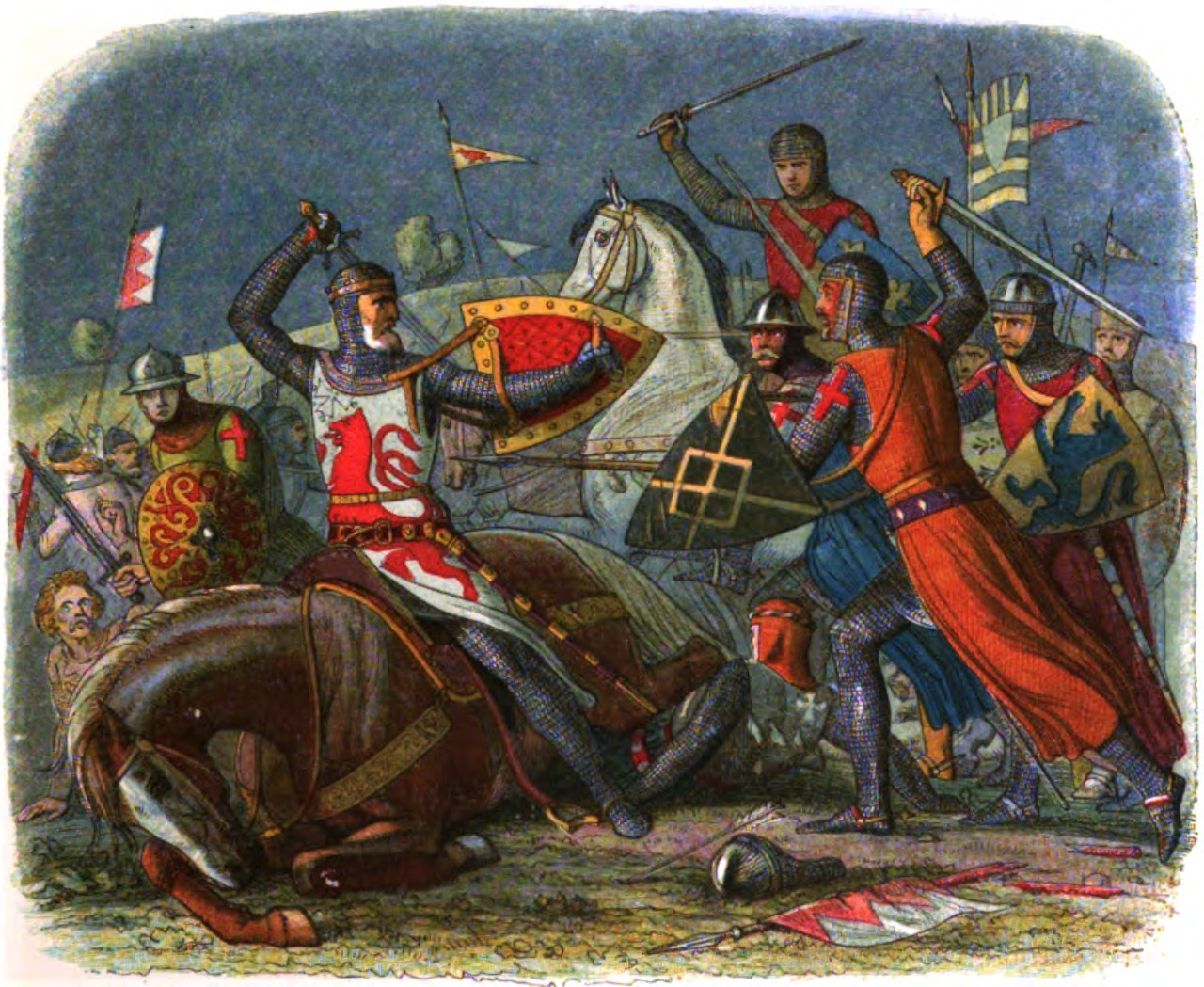
سیمون دو مونتفورد شورشی و طغیان‌گر به سلطنت هنری سوم در نبرد ایوشام می‌میرد، وقایع‌نگاری انگلستان، صفحهٔ ۲۵۱، مرگ مونتفورد.

با توجه به درس‌هایی که از نبرد لوئس به دست آمده بود، اعضای ارتش سلطنتی اقدام به گرفتن مواضعی در قسمت بالای جبهه نمودند، درست در امتداد خط الراس ناحیه‌ای به نام تپه‌سبز، ایوشام در شمال ایوشام، ادوارد نیروهایش را در سمت چپ قرار داد، و فرماندهی نیروهای سمت راست را به گلاستر سپرد. در حدود ساعت ۸ صبح، مونتفورد شهر ایوشام را با خشم و غضب بسیار رها کرد و به سمت جبههٔ نبرد شتافت، در لوئس نیروی بارون‌ها اعتماد به نفس خود را با احساس پیروزی توسط سرنوشت و مشیت الهی به دست آورده بودند در حالی که نقش صلیب سفید را بر لباس‌های خود داشتند. اما ارتش سلطنتی در این زمان، رهبر خودش را بازیافته بود و لباس‌های یک‌دست با صلیب قرمز کاملاً مشخص به تن کرده بود که علامت متمایز کنندهٔ آنها بود، با توجه به کتاب وقایع‌نگاری کشیش ویلیام ریشانگر هنگامی که مونتفورد پیشروی ارتش سلطنتی را دید گفت: آنها هرگز چنین چیزی را به دست نمی‌آوردند و یادنمی‌گرفتند، بلکه تنها به خاطر من آموختند.
نیروهای مربوط و شرکت کننده در این نبرد از ارتش سلطنتی و ارتش بارون‌ها به ترتیب بین ۱۰ هزار و ۵ هزار نیروی سنگین اسلحه برآورد شده است، مونتفورد به سرعت متوجهٔ این اختلاف فاحش گردید به همین جهت دست به تاکتیک تمرکز نیروها و هجوم به قلب خطوط دشمن زد، به امید اینکه بتواند شکاف و رخنه‌ای را در صفوف آنها ایجاد کند، اگر چه این تاکتیک در ابتدا موفقیت‌آمیز نشان می‌داد اما نیروهای بارونی به دلیل از دست دادن این ابتکار مدتی پس از شروع آن سست شدند چرا که حرکات غیرقابل اعتماد نیروی پیاده‌نظام ولزی لیولن آپ‌گروفد که مواضع اولیه خود را ترک کرده بودند باعث تردید آنها شد و ابتکار عمل را از دست دادند، جناحین ارتش سلطنتی، مونتفورد را در محاصره قرار داد، در زمینی نامطلوب از لحاظ اجرای تاکتیک نظامی، نبرد به سرعت تبدیل به یک قتل‌عام گردید.
شکست در نبرد لوئس، خاطره‌ای بد، همراه با خشم و غضب در وجود سربازان سلطنت‌طلب گذاشته بود که انگیزه‌ای برای جنگیدن با یک حس قوی و تلخ از خشم و نفرت شده بود، در نتیجه، حتی با وجود تلاش بسیاری از سربازان مونتفورد برای تسلیم شدن، بسیاری از شورشیان بارونی در میدان جنگ به جای اینکه به اسیری گرفته شوند و زندانی شوند تا فدیه‌ای در جهت آزادی آنها قبول شود که از رسوم مرسوم در آن زمان بود، به شکلی فجیع کشته شدند. در آنچه که به عنوان بخشی از خونریزی و رگ‌زنی نجیب‌زادگان از زمان پیروزی باید نام برد، در ابتدا، هنری دو مونتفورد، فرزند مونتفورد کشته شد، بعد از آن خود مونتفورد در حالی که در ابتدا اسبش را از دست داد در مبارزه کشته شد، بدن او مثله و قطعه‌قطعه شد، سر، دست، پا و بیضه‌ها قطع می‌شوند.

## عواقب بعدی نبرد ایوشام
اعضای خاندان سلطنتی پس از پایان نبرد بسیار مشتاق به حل و فصل و همچنین رسیدگی به دستاوردهای پس از جنگ بودند، در سپتامبر همان سال پارلمان انگلستان در وینچستر پیرامون همین موضوع تشکیل جلسه داد، همهٔ کسانی که در شورش شرکت داشتند و به طریقی زنده ماندند به حکم پادشاه از ارث محروم گشتند، هر چند هنوز طغیان و سرکشی فرزند جوان سیمون در لینکلن‌شر پایان نیافته بود و تا کریسمس ادامه داشت، هنوز هم در برخی نقاط مقاومت‌هایی به صورت پراکنده وجود داشت، مشکل اصلی آنجا بود که پادگان و قلعهٔ کنیلورث نیوجرسی تقریباً تسخیرناپذیر می‌نمود، محاصره کنیل‌وورث در تابستان سال ۱۲۶۶ آغاز گردید ولی بیهوده به نظر می‌رسید و حاصلی در پی نداشت.
در پایان اکتبر، اعضای خاندان سلطنتی در حال تنظیم پیش‌نویس قراردادی به نام حکم کنیل‌وورث بودند که به موجب آن به شورشیان اجازه می‌داد تا زمین‌ها و املاک خود را بتوانند با قیمت مرسوم قبل از دوران شورش و سرکشی به فروش برسانند، مدافعان قلعه در ابتدا این پیشنهاد را رد کردند چرا که در آن زمان توانسته بودند اغلب حملات علیه قلعه را دفع کنند اما در پایان همان سال، شرایط به گونه‌ای غیرقابل تحمل شده بود، در سال ۱۲۶۷ سرانجام با این حکم موافقت شد. سرانجام این درگیری‌ها که رو به گسترش می‌نهاد، نبرد ایوشام و عواقب پس از آن بود که می‌توان گفت به پایان مخالفت و شورش بارون‌ها در زمان سلطنت هنری سوم انجامید، پس از این وقایع، پادشاهی، به یک دوره‌ای از وحدت و پیشرفت وارد شده بود که تا اوایل ۱۲۹۰ میلادی به طول انجامید.